# Maronen-Röhrling
Der Maronen-Röhrling (Imleria badia, Synonym: Boletus badius und Xerocomus badius) ist eine Pilzart aus der Familie der Dickröhrlingsverwandten (Boletaceae). Im Volksmund wird er auch Marone genannt, weil der halbkugelige bis gewölbte, dunkelbraune Hut der Fruchtkörper an Esskastanien erinnert. Ein weiterer Name, der sich ebenfalls auf den Hut bezieht, ist Braunkappe – die Bezeichnung wird seit einigen Jahren auch im Handel für den Riesen-Träuschling gebraucht. Markant sind die jung weißlichen und im Alter olivgelblichen Röhren, die auf Druck stark blauen. Das hat ihm auch den Namen Blaupilz eingebracht. Der Stiel hat eine braune bis gelblich-braune, stets blassere Farbe als der Hut und eine typische eingewachsene Maserung. Der Maronen-Röhrling ist ein beliebter und häufiger Speisepilz in bodensauren Nadelwäldern. In Deutschland, Österreich und der Schweiz ist er als Marktpilz zugelassen.
Oft findet man in Pilzbüchern noch die wissenschaftlichen Namen Boletus badius und Xerocomus badius. Die Gattungen der Dickröhrlinge (Boletus) und Filzröhrlinge (Xerocomus) erwiesen sich jedoch als polyphyletisch, weshalb etliche Arten in andere Gattungen überstellt wurden (siehe auch Filzröhrlinge: Systematik). Der zweite Namensteil (Epitheton) badius ist lateinisch, bedeutet „braun, kastanienbraun“ und bezieht sich auf die entsprechend gefärbte Hutoberfläche.

## Merkmale

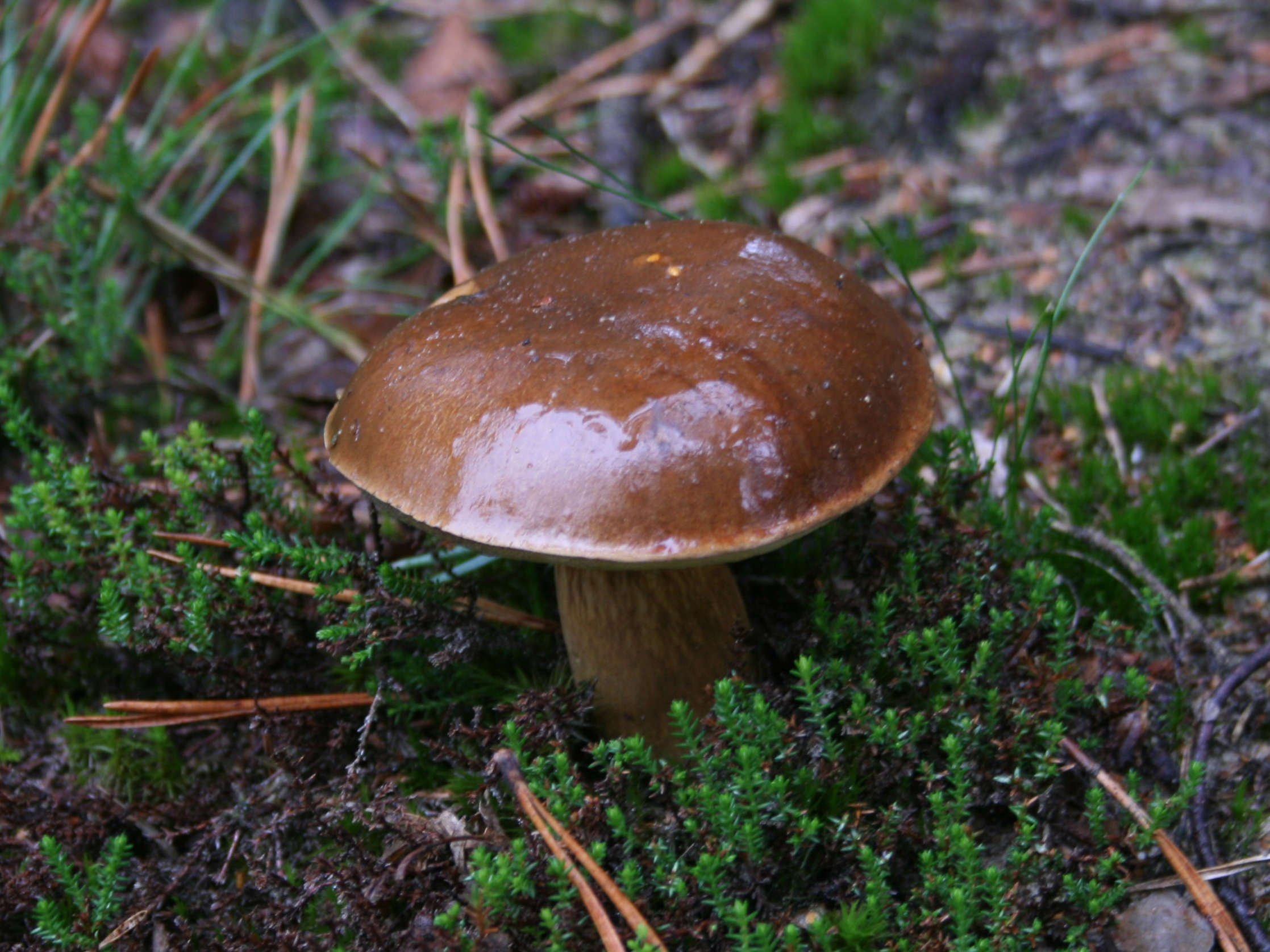
Bei feuchter Witterung hat der Maronen-Röhrling eine schmierig-klebrige Hutoberfläche.

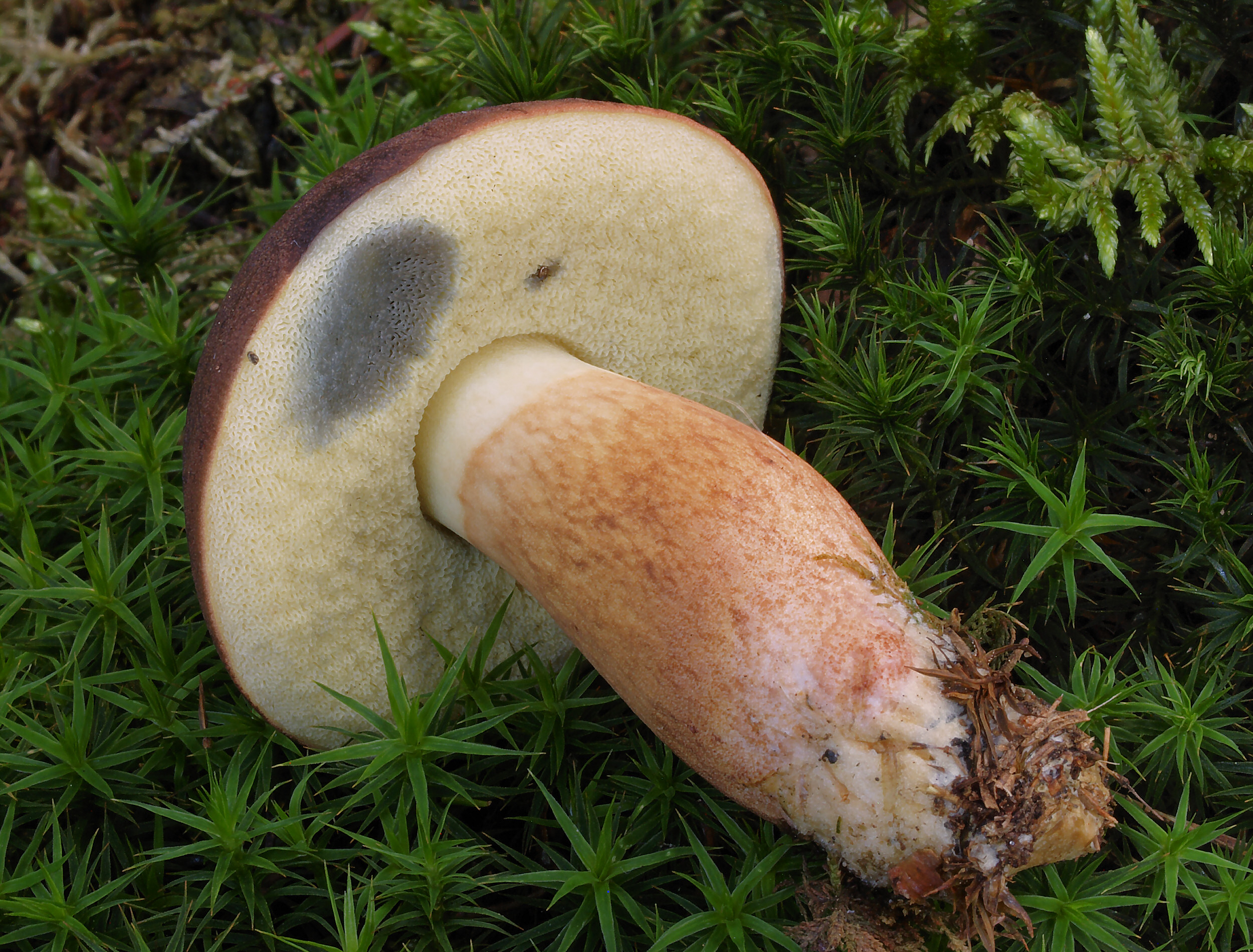
Die gelblichen Röhren des Maronen-Röhrlings blauen auf Druck.

Der jung halbkugelige und später unregelmäßig gewölbte Hut misst 5–15 cm im Durchmesser. Die Huthaut (Pileipellis) hat eine dunkel- bis kastanienbraune Farbe, aber auch heller rötlichbraune oder sogar oliv-braune Töne kommen vor. Bei feuchter Witterung wird die sonst feinsamtige und matte Hutoberfläche etwas schmierig-klebrig. 
Die rundlich-feinporigen Röhren sind am Stiel ausgebuchtet angewachsen, haben zunächst eine weißliche bis creme-gelbe Farbe und verfärben sich später oliv-gelb bis schmutzig oliv-grün. Auf Druck verfärben sie sich deutlich blau-grün. 
Der oft zylindrische und unten leicht zugespitzte, aber auch bauchige, dickknollige und gebogene Stiel ist 5–12 cm lang und 1–5 cm dick. Er hat eine braune bis gelblich-braune Farbe und ist stets blasser als der Hut gefärbt. Die glatte und matte Stielrinde hat eine typische eingewachsene Maserung. 
Das weißliche bis gelbliche Fleisch (Trama) blaut im Schnitt mehr oder minder stark und riecht angenehm, schwach säuerlich.

## Artabgrenzung
Von Anfängern wird der Maronenröhrling oft für einen Steinpilz gehalten. Ersterer hat jedoch keine Netzzeichnung am Stiel, und die Röhren des Steinpilzes verfärben sich anders als beim Maronenpilz bei Druck nicht blaugrün. Eine unangenehme, aber nicht gefährliche Verwechslungsmöglichkeit besteht mit dem Gallenröhrling, der aufgrund seines bitteren Geschmacks ungenießbar ist. Dessen Röhren sind jedoch weiß bis schmutzig rosa gefärbt und blauen nicht. Ansonsten kann der Maronenröhrling noch mit dem Sandröhrling, der Ziegenlippe oder dem Rotfußröhrling verwechselt werden, was jedoch unproblematisch ist, da auch diese Arten alle essbar und wohlschmeckend sind.

## Verbreitung, Ökologie und Phänologie
Der Maronen-Röhrling ist in Mitteleuropa weit verbreitet und kommt von der Küste bis in die Alpen vor. Er wächst hauptsächlich im Nadelwald, vor allem in alten Fichtenwäldern oder unter Lärchen (oft zwischen den Wurzelausläufern), und kommt in feuchten Sommern bereits im Juni/Juli vor. Die Hauptsaison ist jedoch von Mitte September bis zum Spätherbst im November, bevor der Frost einsetzt.

## Bedeutung

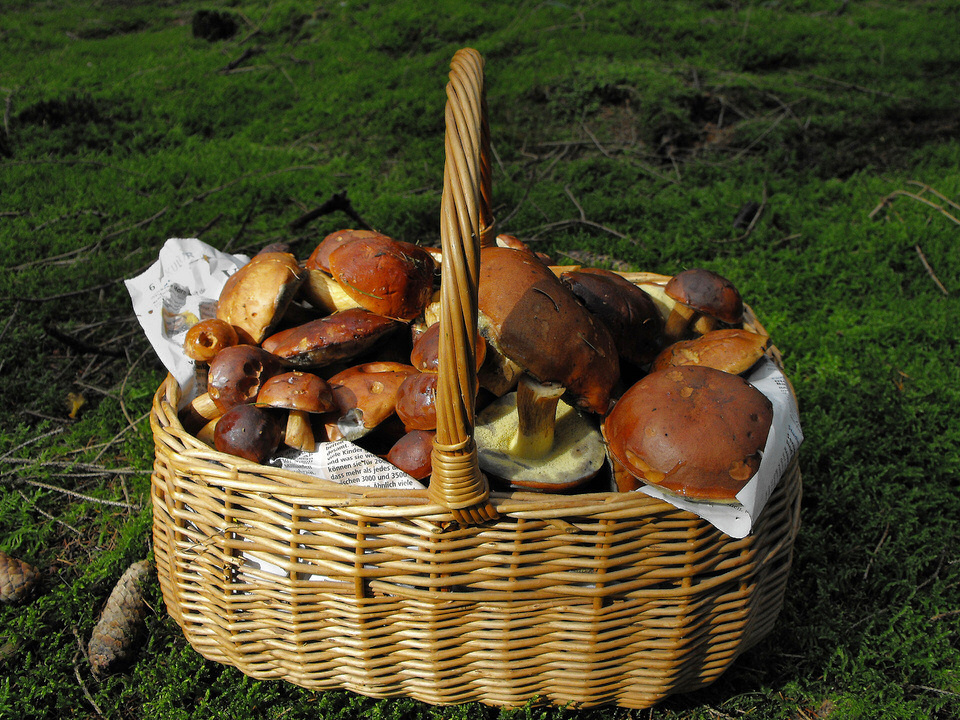
Die auch als „Braunkappen“ bekannten Maronen-Röhrlinge aus dem bodensauren Fichtenforst sind beliebte Speisepilze

Der Maronen-Röhrling ist einer der ergiebigsten und geschmacklich wertvollsten Speisepilze. Da er oft wurmstichig ist, lohnt sich insbesondere das Sammeln junger Exemplare. Die Art eignet sich für fast alle Zubereitungsarten und lässt sich sehr gut durch Trocknen konservieren. Vom rohen Verzehr ist wie bei vielen anderen Pilzen abzuraten. 
Die Belastung der Maronen-Röhrlinge mit radioaktivem 137Cs lag auch 20 Jahre nach dem Reaktorunglück von Tschernobyl gebietsweise über dem EU-Grenzwert für Lebensmittel von 600 Becquerel pro Kilogramm. Dies gilt insbesondere für die Gegend um München. Durch Abziehen der Huthaut kann die persönliche radioaktive Belastung deutlich verringert werden. Das Caesium wird im Maronenröhrling vor allem durch die Hutfarbstoffe Badion A und Norbadion A angereichert, die Caesium komplexieren können. Im Steinpilz sind diese beiden Derivate der Pulvinsäure dagegen nicht vorhanden.
Der Maronen-Röhrling wurde im Rahmen des Europäischen Pilztags zum Speisepilz des Jahres 2016 proklamiert.

## Trivialnamen
Folgende Vernakularnamen sind in den jeweiligen europäischen Ländern bekannt:
- Dänemark: Brunstokket Rørhat.
- Deutschland: Maronenröhrling, Grasmaroni, Graspilz, Kleiner Steinpilz, Marienpilz, Marienschwamm, Marone, Nadelstreumaroni, Schafschwamm, Schmalzpilz, Tannenpilz, Frauenschwamm, Braunhäuptchen, Braunkappe, Braunhäubchen, Braunchen, Bräundl, Braunhedel, Blaupilz.
- Estland: Pruun sametpuravik.
- Finnland: Ruskotatti.
- Frankreich: Bolet bai, Cèpe des châtaigniers.
- Großbritannien: Bay Bolete.
- Italien: Boleto baio.
- Lettland: Lāču samtbeka.
- Litauen: Rudakepuris aksombaravykis.
- Niederlande: Kastanjeboleet.
- Norwegen: Svartbrun rørsopp.
- Polen: Podgrzybek brunatny.
- Rumänien: Hribul murg.
- Russland: Польский гриб ([pólskij grib], polnischer Pilz).
- Schweden: Brunsopp.
- Serbien: Kostanjevka (Kasni vrganj).
- Slowakei: Suchohríb hnedý Suchohrib hnedý.
- Slowenien: Kostanjasta polstenka.
- Spanien: Boleto Bayo, Hongo bayo, Madeirudo castaño, Sureny castany, Onto uar, Larru, Andoa escura.
- Tschechien: Hřib hnědý, suchohřib hnědý.
- Türkei: Doru renkli, şişkin mantar.
- Ungarn: Barna nemezestinóru, Barna tinorú.
- Wallonische Region (Belgien): Brun bolet, Bolèt baî, Bolet bai.